# میروتین
میروتین (به چکی: Měrotín) یک منطقهٔ مسکونی در جمهوری چک است که در ناحیه اولومووتس واقع شده‌است.
 میروتین ۲٫۱۳ کیلومتر مربع مساحت و ۲۶۸ نفر جمعیت دارد و ۳۲۷ متر بالاتر از سطح دریا واقع شده‌است.